# Winfried Hassemer
Winfried Hassemer (17 de fevereiro de 1940 - 9 de janeiro de 2014) foi um estudioso de direito penal alemão. Foi vice-presidente do Tribunal Constitucional Federal alemão.
Nascido em Gau-Algesheim, Hassemer foi de 1964 a 1969 um assistente científico no Instituto de leis e filosofia social da Universidade do Sarre. Sua viúva, Kristiane Weber Hassemer, era juíza e secretária de Estado de Rupert von Plottnitz. Seu irmão, Volker Hassemer, era senador em Berlim. 
Ele pesquisou as idéias penais na Alemanha do pós-guerra e desenvolveu um novo sistema de proteção, chamado Direito de Intervenção, que se posicionaria entre o Direito Administrativo e o Direito Penal. 